# Фёдоровское (Назаровская сельская администрация)
В том числе ещё одно Фёдоровское есть в том же сельском поселении, но в Шашковской сельской администрации.
Фёдоровское — деревня в Назаровской сельской администрации Назаровского сельского поселения Рыбинского района Ярославской области.
Деревня расположена левом берегу безымянного правого притока Сундобы, которая протекает на расстоянии около 1 км к востоку. На её правом берегу стоят ближайшие соседи Фёдоровского деревни Борисовка и Старое Быково.
Деревня Фёдоровская указана на плане Генерального межевания Рыбинского уезда 1792 года.
Деревня обслуживается почтовым отделением в Назарово. Число домов не указывается.